# Hugh Roddin
Hugh Joseph Roddin (10 marzo 1887 – 3 marzo 1954) è stato un pugile britannico. È stato il primo pugile nato in Scozia a vincere una medaglia olimpica di cui si è a conoscenza.

## Palmarès

### Olimpiadi
- Bronzo a Londra 1908 nei pesi piuma.